# Cairnsmore of Carsphairn
Cairnsmore of Carsphairn är ett berg i Storbritannien.   Det ligger i kommunen Dumfries and Galloway och riksdelen Skottland, i den centrala delen av landet, 500 km nordväst om huvudstaden London. Toppen på Cairnsmore of Carsphairn är 797 meter över havet. Cairnsmore of Carsphairn ingår i Rhinns of Kells.
Terrängen runt Cairnsmore of Carsphairn är huvudsakligen lite kuperad. Runt Cairnsmore of Carsphairn är det mycket glesbefolkat, med 4 invånare per kvadratkilometer. Närmaste större samhälle är New Cumnock, 14,5 km norr om Cairnsmore of Carsphairn. Trakten runt Cairnsmore of Carsphairn består i huvudsak av gräsmarker.